# Свирково
Свирково е село в Южна България. То се намира в община Симеоновград, област Хасково.

## География
Селото е разположено на пресечен терен.

## История
Преди Освобождението, селото е с почти изцяло турско население, нарича се Дюдюкчелии и се намира малко по на изток от настоящото си местонахождение. След това, турците се изселват и продават земите си на безценица. От съседните села идват българи, установяват се и на практика променят етническия облик на селото. Остават единствено топоними, напомнящи за онова време (местността „Джамията“). В селото са построени читалище, училище, църква, която по-късно е разрушена и е издигната нова. В 1906 година името на селото е сменено на Свирково. В началото на миналия век, там се е укривал известният разбойник Митьо Ганев.

## Население
Численост
Численост на населението според преброяванията през годините:
| \| Година на преброяване \| Численост \| \| --------------------- \| --------- \| \| 1934 \| 1288 \| \| 1946 \| 1446 \| \| 1956 \| 1214 \| \| 1965 \| 998 \| \| 1975 \| 903 \| \| 1985 \| 738 \| \| 1992 \| 721 \| \| 2001 \| 545 \| \| 2011 \| 408 \| \| 2021 \| 386 \| |           |
| Година на преброяване | Численост |
| 1934 | 1288      |
| 1946 | 1446      |
| 1956 | 1214      |
| 1965 | 998       |
| 1975 | 903       |
| 1985 | 738       |
| 1992 | 721       |
| 2001 | 545       |
| 2011 | 408       |
| 2021 | 386       |

### Етнически състав
Преброяване на населението през 2011 г.
Численост и дял на етническите групи според преброяването на населението през 2011 г.:
|                     | Численост | Дял (в %) |
| Общо                | 408       | 100       |
| Българи             | 244       | 59,80     |
| Турци               | 0         | 0         |
| Цигани              | 0         | 0         |
| Други               |           |           |
| Не се самоопределят |           |           |
| Неотговорили        | 163       | 39,95     |

## Религия
Черквата в селото е посветена на Свети Андрей Първозванни.
Свирково е част от Харманлийска духовна околия на Старозагорска епархия на Българската православна църква.

## Икономика
Земята е плодородна, но суха. Виреят предимно топлолюбиви култури като памук, сусам, дини. Районът е подходящ за лозя.

## Културни и природни забележителности
В село Свирково им дългогодишна традиция в народното пеене. Има състав, който се събира всяка седмица и репетира. Репертоарът е предимно от тракийски песни. Има участия на национално равнище.

## Редовни събития
Всяка година на 21 ноември се провежда традиционният есенен панаир.

## Личности
- Иванка Пенева Делчева нов кмет от 2019 година.
- Петър Велев – съдействал за направата на паметна плоча за загиналите във войните хора от с. Свирково.
- Проф. Диню Шарланов – 25. 9. 1925, с. Свирково, Хасковска обл. Завършил Висшия икономически инст. в София 1955. К.и, н. 1964. Дис: Създаване и дейност на Отечествения фронт. Юли 1942—септември 1944 г. Секретар на Окол. к-т на Помощната организация в Харманли 1947 – 1948. Преподавател по история на БКП в Градската партийна школа в София 1950 – 1954. Офицер в българ. армия 1955 – 1960. Преподавател по история на БКП във Висшия химико-технологически инст. в София 1961 – 1967. Доцент в същия институт 1967 – 1990.[6] Автор на книгите „Горяните – кои са те?“,[7][8] „Българската гилотина. Тайните механизми на народния съд“[9]”, „История на комунизма в България“[10]
- Господин Петров Велев – поет
- Доц. Добчо Генев – дългогодишен преподавател по висша математика в Технически Университет, Варна.

Гроздан Димитров Христозов (роден на 7 март 1929 г.) – дългогодишен музикален директор на Българското национално радио и зам.-директор по творческо-методическите въпроси на Центъра за художествена дсамодейност